# Chlorella
Chlorella és un gènere d'algues verdes unicel·lulars. Són de forma esfèrica i de 2 a 10 micròmetres de diàmetre. Conté els pigments clorofil·la a i b en el seu cloroplast. Es multiplica ràpidament amb pocs requeriments de nutrients. El nom de Chlorella prové del grec chloros, que significa 'verd' i del diminutiu llatí -ella, que significa 'petit'. Otto Heinrich Warburg obtingué el premi Nobel de Medicina o Fisiologia, l'any 1931, estudiant la respiració d'aquestes algues, el Nobel de química l'obtingué el 1961 Melvin Calvin pels seus estudis sobre l'assimilació de carboni d'aquestes algues. Chlorella s'ha emprat com a organisme model pels avantatges en l'estudi de la genètica de la seva manca de cicle sexual. La seva eficiència fotosintètica pot, en teoria, arribar al 8% i podria ser una font futura d'aliment. S'ha plantejat el seu ús com aliment, però el seu cultiu ha presentat més problemes dels que estaven previstos inicialment. Chlorella pot ser un problema en aquaris per formar zones verdes i opaques si hi ha molta llum i massa fòsfor i nitrats.